# 沃德 (纽约州)
沃德（英語：Ward）是位于美国纽约州阿利根尼县的一个镇，地处阿利根尼县的东南部。2010年美国人口普查时，该镇有368人。其名称来源于汉米尔顿·沃德（Hamilton Ward）。最初的定居者于1817年到达此地。1856年，沃德镇从阿尔弗雷德镇与阿米蒂镇分出，独立建镇。